# Le Cheval de Troie (revue, 1990)
Pour les articles homonymes, voir Cheval de Troie (homonymie).
Ne doit pas être confondu avec Le Cheval de Troie (revue, 1947).
Le Cheval de Troie  (ISSN 1146-1691) est une revue semestrielle consacrée aux littératures et aux cultures méditerranéennes, dont quatorze numéros ont été publiés entre 1990 et 1996. Directement diffusée pour l'essentiel, elle a compté plusieurs milliers de lecteurs et plus de trois cents abonnés réguliers. Selon les numéros, le tirage a varié entre 500 et 700 exemplaires.

## Description générale
Elle a été fondée en 1990 à Bordeaux et dirigée jusqu'à sa disparition par Maurice Darmon. Les contributeurs, cent cinquante environ, furent tous bénévoles. Plusieurs signatures émanent de grands auteurs ou d'écrivains et essayistes connus (voir ci-dessous). Pour autant, à part la réédition notable de textes introuvables avec la participation active de tous les ayants droit, tous les articles étaient inédits, au moins en français, et furent écrits ou traduits spécialement pour la revue. Au fil des parutions, elle a publié aussi de nombreuses notes de lectures. Chacun des numéros était accompagné, pour les abonnés, d'une estampe hors commerce, signée et numérotée. Chacune des quatorze couvertures et la quatrième de couverture du dernier numéro étaient ornées d'une estampe du graveur sur bois, graphiste et typographe Maximilien Vox. Ces images ont été publiées avec l'autorisation de son fils, l'angliciste et universitaire Sylvère Monod. L'ensemble de la collection de cette revue porte dédicace à l'éditeur Maurice Nadeau. L'impression de la revue était assurée par les ateliers des éditions Le Temps qu'il fait.

## Exposé des motifs: sa quatrième de couverture
« Cette revue semestrielle sert la Méditerranée, ses écrivains, ses artistes, ses penseurs, en leurs lieux.

Champ important par le nombre et la diversité de pays, de cultures, d'arts qu'il embrasse aujourd'hui, avec ses solidarités et ses antagonismes. Europe du Sud, Carpates et Balkans, de Gibraltar à la Mer Noire, Maghreb et Moyen-Orient offrent une richesse à découvrir et un public à fédérer. Nous croyons que ce qui intéresse un de ces peuples rejoint nécessairement le souci des autres. D'emblée internationale, la revue travaille avec des collaborateurs de tous les horizons, et fait de ce monde sa zone naturelle de perspective et de diffusion.

L'histoire et le présent en font un point névralgique où se décide bonne part de notre avenir. Ses événements et ses enjeux, les écrivains et les artistes les comprennent et les pressentent à leur façon, avec leurs bonheurs et leurs inquiétudes. Il faut donc aussi offrir ce regard porté sur elle, et ces œuvres qu'ailleurs la Méditerranée féconde.

Dernier pari, celui de la francophonie : une revue pour la France certes, mais qui compte sur notre langue pour faire circuler et partager ses écrits. »

## Ses livraisons
On peut retrouver les sommaires détaillés et un certain nombre de ces textes et de notes de lectures dans le site Ralentir travaux, dans les pages consacrée à cette revue.
1. Carlo Emilio Gadda, mars 1990, 96 pages.
2. Don Quichotte, septembre 1990, 104 pages.
3. Moïse, mars 1991, 104 pages.
4. La littérature orale (Djoha — Ch’ha — Giufà) Arabes, Juifs et Siciliens, septembre 1991, 112 pages.
5. Miguel Torga, mars 1992, 104 pages.
6. L’Inquisition, septembre 1992, 104 pages.
7. Etna, mars 1993, 104 pages.
8. Anglais en Méditerranée, septembre 1993, 112 pages.
9. Rome, janvier 1994, 128 pages.
10. Abd el-Kader, septembre 1994, 128 pages.
11. Le nombre en Méditerranée, janvier 1995, 124 pages.
12. Jean Giono, septembre 1995, 136 pages.
13. Andalousies, janvier 1996, 128 pages.
14. Le Taureau, mars 1996, 136 pages.

De 1990 à 1995, les abonnés ont reçu une estampe tirée à part avec chaque livraison et six hors-commerce de Noël numérotés, comportant des textes inédits illustrés par l'œuvre expresse d'un artiste, 16 pages.

## Auteurs et contributeurs
Sur les cent quarante-six auteurs de contributions expresses, de textes traduits pour la première fois, ou de documents devenus introuvables :
- Abd el-Kader, Azorín, Guy Bedouelle, Rabah Belamri, Marcel Bénabou, Bartolomé Bennassar, Fethi Benslama, Hubert Bonin, Jacques Borel, Jorge Luis Borges, Albert Camus, Miguel de Cervantes, Michel Chodkiewicz, Vincenzo Consolo, Eugène Daumas, Jean Déjeux, Charles Dobzynski, Hans Magnus Enzensberger, Jacques Ellul, Érasme de Rotterdam, Bruno Étienne, Federico Fellini, Carlo Emilio Gadda, Max Gallo, Claude Gaignebet, Louis Gillet, Jean Giono, Juan Goytisolo, Gérard Haddad, Charles Juliet, Nacer Khémir, David Herbert Lawrence, Emmanuel Le Roy Ladurie, Yeshayahou Leibowitz, Alain de Libera, Nicole Loraux, Bernard Manciet, Jean-Paul Manganaro, Albert Memmi, Maurice Molho, Arnaldo Momigliano, Sylvère Monod, Auguste Mouliéras, André Nouschi, José Ortega y Gasset, Pascal Paoli, Goffredo Parise, Pier Paolo Pasolini, Giuseppe Pitrè, Mario Praz, Hermann Rauschning, Jean-Pierre Richard, Édouard Herbert Roditi, Emmanuel Rodocanachi, Jordi Savall, Leonardo Sciascia, Dominique Urvoy, Jean-Charles Vegliante, Haïm Vidal Séphiha, Matilde Serao, André Suarès, Haroun Tazieff, Emmanuel Terray, Miguel Torga, Touchatout, Le Trombinoscope, Pierre Tucoo-Chala, Pierre Veilletet, Maximilien Vox.
- le poète et  critique littéraire Arturo Graf (1848-1913), le philosophe et théologien Sergio Quinzio (1927-1996), l'historien et érudit Gian Carlo Roscioni ;
- les psychanalystes français Laurence Kahn, historienne et helléniste, Patrick Lacoste et Marie Moscovici ;